# 𐤀
La ʾālep (𐤀‏) es la primera letra del alfabeto fenicio. Originalmente representaba el sonido oclusiva glotal, aunque más tarde comenzó a usarse también como mater lectionis con diferentes valores vocálicos. De esta letra derivan la 'ālaph siríaca (ܐ), la álef hebrea (א), la ʾalif árabe (ا), la alfa griega (Α), la A latina y la А cirílica. 

## Origen
| egipcio | protosinaítico | fenicio | paleohebreo |
| ------- | -------------- | ------- | ----------- |
| 𓃾       |                | 𐤀       | Aleph       |

El término ʾalp parece derivar del vocablo semítico occidental que significaba «buey». La forma evoluciona del signo protocananeo que representaba una cabeza de buey, y se cree que este deriva a su vez de un glifo protosinaítico basado en el jeroglífico de buey. Es posible que se utilizara en numeración para representar el valor 1, aunque este uso solo está atestiguado en unas monedas alejandrinas de Sidón.
Como otros caracteres protosinaíticos se especula que el proceso de creación comenzaría por la selección de un jeroglífico basado en el reconocimiento pictórico del objeto representado por el signo (la cabeza de buey), asignar al signo un nombre semítico (ʾālep, que significa «buey»), extraer un sonido del nombre utilizando el principio acrofónico (ʾ) y, por último, asignar el sonido a la imagen.

### Correspondencia egipcia
| A |

| A |

El jeroglífico egipcio de "buitre" (Gardiner G1) era empleado frecuentemente por su valor fonético. La egiptología tradicional lo ha pronunciado por convención como [a] y le da la denominación de «álef», ya que se interpreta que representa una parada glotal, si bien algunas sugerencias recientes apuntan hacia una aproximante alveolar ([ɹ]). A pesar del nombre, no ocupa el lugar que en los cognados semíticos ocupa álef, en esos casos se utiliza un jeroglífico de "junco".
Se transcribe con un símbolo formado por dos semi-anillos abiertos hacia la izquierda (Ꜣ) codificado en Unicode (versión 5.1, en el rango Latin Extendido-D) U+A722 Ꜣ LATIN CAPITAL LETTER EGYPTOLOGICAL ALEF, U+A723 ꜣ LATIN SMALL LETTER EGYPTOLOGICAL ALEF. En ausencia de estas letras especiales a veces se transcribe el fonema con el número 3 o el carácter yogh (ȝ), pero para la transliteración de los jeroglíficos se prefiere el carácter específico de la egiptología.

### Evolución
| Fenicio | Púnico | Arameo   | Arameo  | Arameo | Arameo    |
| Fenicio | Púnico | Imperial | Nabateo | Hatreo | Palmireno |
| ------- | ------ | -------- | ------- | ------ | --------- |
|         |        |          |         |        |           |

## Usos
Desde el punto de vista fonético, originalmente representaba el arranque de una vocal en la glotis. En lenguas semíticas esto funciona como una consonante débil que permite que raíces de solo tienen dos consonantes verdaderas se puedan conjugar a la manera estándar de las raíces semíticas trilíteras. De hecho en algunos idiomas modernos como en hebreo y siriaco, el arranque glotal representado en sus alfabetos por la letra equivalente denota la ausencia de una verdadera consonante, aunque una oclusiva glotal ([ʔ]), que sí es una consonante verdadera, típicamente aparece como alófono. En ocasiones, también se usaba para indicar una vocal átona inicial antes de ciertos clusters de consonantes, sin funcionar en sí como una consonante, lo que se conoce como alep protética. 
Este sonido habitual en las lenguas de Oriente Próximo se translitera como ʾ, basado en el espíritu breve de la escritura griega politónica.
Mientras en la lengua fenicia este sonido /ʔ/ estaba presente, en idioma neopúnico este fonema dejó de pronunciarse y esta letra se utilizó como mater lectionis para indicar cualquier vocal, especialmente [o] y [a]. Krahmalkov, Charles R. (2001). «2. The alphabet, orthography and phonology». A Phoenician-Punic Grammar. Leiden; Boston; Köln: Brill. p. 20.</ref>

## Descendientes
| Arameo | Siríaco | Samaritano | Ugarítico | Yemenita |
| ------ | ------- | ---------- | --------- | -------- |
| 𐡀      | ܐ       | ࠀ          | 𐎀         | 𐩱        |

### Alfabeto árabe
En alfabeto árabe el nombre de esta letra se escribe ألف, pronunciado álif. Es la primera letra del alfabeto árabe en las dos ordenaciones (estándar y abyadí). Es una letra lunar. Proviene, por vía del alfabeto nabateo y este del arameo.
Representaba el sonido vocálico /aː/ o bien la parada glotal /ʔ/. Esto supuso muchos errores ortográficos, cosa que hizo que este segundo uso se asignara a una nueva letra: el hamza (ء), pasando a hacer el álif las funciones de apoyo de esta última y otros signos.

### Alfabeto hebreo
En hebreo se escribe como א, nombre completo en hebreo es אָלֶף y transcrito como Aleph o Álef.
La letra àlef (א) es la primera letra del alfabeto hebreo. También toma el valor numérico de uno. Proviene, por vía del alfabeto arameo.

### Alfabeto siríaco
| Madnḫaya | Serṭo | Esṭrangela | Unicode |
| -------- | ----- | ---------- | ------- |
|          |       |            | ܐ       |
| Alap     | Olaf  | Alap       | ʔĀlap   |

En alfabeto siríaco, la primera letra es ܐ (en siríaco clásico: ܐܵܠܲܦ - ʔālap). El valor numérico de la ʔālap es 1. Proviene, por vía del alfabeto arameo.
Fonética
El sonido principal de esta letra es /ʔ/, a pesar de que actualmente no representa ningún sonido. A veces esta letra también se utiliza para representar el sonido /a/..॥॥ Si la ʔālap no te cabe apoyo vocálico en medio o al final de la palabra, no se pronuncia. Algunas palabras que empiezan con y o o no necesitan su ayuda.

### Alfabeto etíope
En alfabeto etíope esta letra se llama አልፍ (ʔälf). Es la decimotercera letra del alfabeto etíope. Tiene el valor numérico de 1 en gematría, a pesar de que, para escribir el número 1 se utiliza el símbolo copto ፩, que no tiene correspondencia en etíope. Proviene, por vía del abecedario árabe meridional del jeroglífico egipcio F1.
| F1 | ʔAlef | ʔÄlf |
| -- | ----- | ---- |
| 𓃾  | 𐩱     | አ    |

Representaba el sonido /ʔ/ o bien la parada glotal.
Uso
El alfabeto etíope es una alfasilabario donde cada símbolo corresponde a una combinación vocal + consonante, es decir, hay un símbolo básico al cual se añaden símbolos para marcar la vocal. Las modificaciones de la letra አ (ʔälf) son las siguientes:
| ʔä [ʔə] | ʔu | ʔi | ʔa | ʔe | ʔə [ʔɨ], ∅ | ʔo | ʷa |
| ------- | -- | -- | -- | -- | ---------- | -- | -- |
| አ       | ኡ  | ኢ  | ኣ  | ኤ  | እ          | ኦ  | ኧ  |

### Signario paleohispánico
En la escritura paleohispánica la mayoría de investigadores están de acuerdo en que de la ʾalp fenicia habría resultado la vocal A. En el signario ibérico nororiental, que se escribe de derecha a izquierda, tiene forma de un pico que mira a la derecha ().
| a1 | a2 | a3 | a4 |
| -- | -- | -- | -- |
| a1 | a2 | a3 | a4 |

## Codificación
| Carácter      | ܐ                   | ܐ                   | ࠀ                     | ࠀ                     | 𐎀                    | 𐎀                    | 𐤀                     | 𐤀                     |
| ------------- | ------------------- | ------------------- | --------------------- | --------------------- | -------------------- | -------------------- | --------------------- | --------------------- |
| Unicode       | SYRIAC LETTER ALAPH | SYRIAC LETTER ALAPH | SAMARITAN LETTER ALAF | SAMARITAN LETTER ALAF | UGARITIC LETTER ALPA | UGARITIC LETTER ALPA | PHOENICIAN LETTER ALF | PHOENICIAN LETTER ALF |
| Codificación  | decimal             | hex                 | decimal               | hex                   | decimal              | hex                  | decimal               | hex                   |
| Unicode       | 1808                | U+0710              | 2048                  | U+0800                | 66432                | U+10380              | 67840                 | U+10900               |
| UTF-8         | 220 144             | DC 90               | 224 160 128           | E0 A0 80              | 240 144 142 128      | F0 90 8E 80          | 240 144 164 128       | F0 90 A4 80           |
| Ref. numérica | &#1808;             | &#x710;             | &#2048;               | &#x800;               | &#66432;             | &#x10380;            | &#67840;              | &#x10900;             |